# 塞浦路斯航空 (2016年)
查理航空（Charlie Airlines），在实际上以塞浦路斯航空（Cyprus Airways）名义经营，是一家塞浦路斯的航空公司，枢纽机场位于拉纳卡国际机场。查理航空得名于已破产的塞浦路斯航空。查理航空的企业标识包含了塞浦路斯的象征——橄榄枝。